# Gamma-glutamiltransferasa
La gamma-glutamiltransferasa (també γ-glutamiltransferasa, GGT, gamma-GT, gamma-glutamiltranspeptidasa; EC 2.3.2.2) és una transferasa (un tipus d'enzim) que catalitza la transferència dels grups funcionals gamma-glutamil des de molècules com el glutatió a un acceptor que pot ser un aminoàcid, un pèptid o aigua (formant glutamat).:268 La GGT té un paper clau en el cicle gamma-glutamil, una via per a la síntesi i degradació del glutatió, així com dels fàrmacs i els xenobiòtics desintoxicació. Altres línies d'evidència indiquen que la GGT també pot exercir un paper pro-oxidant, amb efectes reguladors a diversos nivells en la transducció del senyal cel·lular i la patofisiopatologia cel·lular. Aquesta transferasa es troba en molts teixits, el més habitual és el fetge, i té importància en medicina com a marcador diagnòstic.

## Importància clínica
La GGT s'utilitza principalment com a marcador diagnòstic de l'hepatopatia. La determinació sèrica elevada es pot trobar en malalties del fetge, de les vies biliars, pàncrees i ronyons. Normalment s'observen elevacions latents de GGT en pacients amb infeccions cròniques per hepatitis vírica que solen tardar 12 mesos o més a presentar-se.
Els resultats de les proves individuals s'han d'interpretar sempre utilitzant l'interval de referència del laboratori que va realitzar la prova, tot i que els intervals de referència d'exemple són 15-85 UI/L per als homes i 5-55 IU/L per a les dones. La GGT és similar a la fosfatasa alcalina en la detecció de malalties del tracte biliar. De fet, els dos marcadors es correlacionen bé, tot i que hi ha dades contradictòries sobre si la GGT té una millor sensibilitat. En general, la determinació de les fosfatases alcalines encara és la primera prova per valorar una possible dificultat o interrupció del pas de la bilis (colèstasi). El principal valor de la GGT sobre les fosfatases alcalines està a comprovar que les elevacions de GGT són, de fet, degudes a una malaltia biliar; Les fosfatases alcalines també poden augmentar en determinades malalties òssies, però la GGT no ho fa.

### Consum d'alcohol
La GGT s'eleva per la ingestió de grans quantitats d'alcohol. Tanmateix, la determinació d'alts nivells d'activitat de la GGT sèrica total no és específica de l'abús d'alcohol, i la mesura de les transaminases alanina-aminotransferasa, l'aspartat-aminotransferasa i el quocient AST/ALT complementen aquesta informació.